# Erchie
Erchie község (comune) Olaszország Puglia régiójában, Brindisi megyében.

## Fekvése
Brindisitől délnyugatra fekszik, a Salento területén.

## Története
A települést a messzápok alapították egy Héraklész-szentély körül, valószínűleg innen származik neve is (Heraclea). A rómaiak térhódításával Apúliában elvesztette jelentőségét a közeli Mandurium és Tarentum miatt és hanyatlásnak indult. A 10. században Szent Bazil-rendi szerzetesek telepedtek le a vidéken és az ősi messzáp település helyén felépítették Szent Eirénének szentelt kolostorukat. A település a 19. század elejéig feudális birtok volt. A feudalizmus felszámolásával a Nápolyi Királyságban önálló községgé vált.

## Népessége
A lakosság számának alakulása:

## Főbb látnivalói
- Grotta del Presbitero o del Padreterno - messzáp eredetű megalitikus építmény
- Santuario di Santa Lucia - földalatti templom.
- San Nicola-templom
- Palazzo ducale di Erchie dei Laviano - a 18. század végén épült nemesi paloták.